# Фальсифікат історичного джерела
Фальсифікат історичного джерела — створений з корисливою метою текст (зокрема актовий документ) або археологічний артефакт (у тому числі епіграфічний напис та археологічний звіт), який видають за джерело історичне попередніх історичних періодів. Переважно фальсифікати створювали, щоб довести права володіння чи статусу (фальсифікати давніх документів) або з ідеологічних мотивів, серед яких — бажання «підправити» історію (фальсифікати різного роду текстів, фольклору).
Фальсифікати виготовляли вже в античній Греції та Римі Стародавньому, імітуючи стиль авторів попередників або роблячи вставки в оригінальні тексти. Тоді ж і почалися їхні перші викриття. У Римі, наприклад, один із друзів Марка Туллія Цицерона, обізнаний зі стилем Платона, встановлював, які тексти могли належати цьому філософу, а які створені іншими авторами під його іменем. У часи середньовіччя знавці канонічного права виробили певні принципи встановлення автентичності представлених до судової чи королівської канцелярії давніх документів: інспектування зовнішнього вигляду, печаток і аналіз фактичних даних тексту (так встановлювалася правомочність деяких грамот Карла Великого і його наступників).

## Принципи наукової критики актових документів
Утім, справжні наукові основи для критики історичного джерела і встановлення фальсифікатів закладено трактатом Л. Валли «De falso credita et ementita Constantini Donatione declamatio» (1440), де доведено підробленість т. зв. Костянтинового дару, що його римські папи з 11 ст. використовували як обґрунтування свого примату над світською владою і над Східною Церквою. За текстом «Donatio Constantini», створеного, найімовірніше, у 9 ст., Папа Римський Сильвестр нібито визнавався верховним главою в імперії, отримував імператорські інсигнії і право розпоряджатися землями Західної Римської імперії. Л. Валла на основі філологічної критики тексту визначив елементи лексики, невластивої епосі римського імператора Костянтина I Великого, а також вказав на низку анахронізмів та суперечностей (грамота не згадується в інших історичних джерелах, а найголовніше — імператор не міг визнати вищість влади Папи Римського над Константинопольським патріархатом, оскільки на той час патріархат ще не було створено тощо).
Надалі принципи наукової критики актових документів було узагальнено в книзі Ж. Мабійона «De re diplomatica» (1681), де визначались елементи зовнішньої (аналіз матеріалу рукопису, почерку, печаток) і внутрішньої критики джерела (розгляд змісту і виявлення суперечностей тексту). Дипломатика, що постала як наука для встановлення автентичності документальних джерел, засновувалася на застосуванні спеціальних підходів при аналізі документа, рукопису чи епіграфічного напису, що з часом розвинулись у спеціальні дисципліни, як от:палеографія, хронологія, сфрагістика, текстологія, нумізматика, епіграфіка. Зрештою, протягом 18 ст. завдяки німецьким історикам утвердився принцип, що кожне серйозне історичне дослідження мусить починатися з критичного огляду джерел і виокремлення серед них фальсифікатів, як це, зокрема, робив Т. Моммзен в аналізі епіграфічних пам'яток античності. Таким чином, виявлення фальсифікатів стимулювало вдосконалення критичного апарату історика, прийомів і методів джерелознавчого аналізу. Викрити фальсифікат можна завдяки встановленню протиріч його змісту дійсним фактам минулого, анахронізмам або за аналізом рукопису (матеріалу, почерку тощо), до якого його вміщено.
Крім того, підставою для визнання якоїсь пам'ятки фальсифікатом можуть послужити суперечності й в самій розповіді про обставини знайдення рукопису, акта, напису чи копії тексту тощо. Потрібно враховувати, що автор фальсифікату виконує кілька завдань: створений ним текст чи виготовлений рукопис має якнайточніше імітувати відповідники з тієї чи іншої епохи й водночас якнайменше нагадувати сучасний новотвір. Як правило, творці підробок намагаються в різний спосіб увести свій витвір/вигадку в коло справжніх історичних джерел (техніки аутентифікації).

## Техніки автентифікації
Найчастіше свої твори вони видають за писання давніх авторів, які нібито випадково було знайдено. В іншому разі фальсифікат проголошується копією з оригіналу, що через певні обставини не зберігся. Фальсифікати різняться за способом представлення, технікою виготовлення, прийомами введення в обіг, легалізації тощо (такий принцип поділу запропонував російський історик В. Козлов). Сюди ж зараховуються випадки умисного фальшування окремих записів чи приписок в оригінальних текстах. Крім того, фальсифікатами також визнаються дублювання автентичних історичних джерел; наприклад, це виготовлені А. Бардіним для продажу в 1820-х рр. пергаментні рукописи з текстом «Повчання» Володимира Мономаха тощо.
З-поміж фальсифікатів необхідно розрізняти містифікації — теж неіснуючі історичні джерела, але створені не так із корисливою метою, а внаслідок спроб «реконструювати» історичне минуле етносу, нації чи твір якогось давнього автора та ін. Містифікації часто виникають як результат переконань свого творця, що подібний текст мусив би існувати.
Класичними прикладами містифікацій часів античності та середньовіччя вважаються «Лист Арістея до Філократа» кінця 2 ст. до н. е., яким спродуковано версію обставин перекладу Тори на грецьку мову; щоденник Троянської війни, писаний нібито Діктісом Критським літерами фінікійського алфавіту (насправді «змонтований» Луцієм Септимієм у 3 ст.); «Історія бритів» Гальфріда Монмутського (1130—38), де вміщено чимало вигаданих автором повідомлень стосовно зв'язку бритів із троянцями тощо.
Типологічно окремою групою вважаються містифікації епохи романтизму і ті, поява яких пов'язана із творенням національного історичного наративу (так званої національної містифікації). Класичний приклад — «Пісні Оссіана» Дж. Макферсона (1736—96), котрий свої писання видавав за нібито переклад з давніх гельських поем Оссіана, стверджуючи у такий спосіб давність минулого готичної півночі як складової кельтської традиції.
Творіння Дж. Макферсона спричинили появу в 19 ст. низки національних містифікацій, зокрема Краледвірського і Зеленогірського рукописів Й. Лінде та В. Ганки 1820-х рр. (що до поч. 20 ст. сприймалися як свідчення давності чеської культури), фольклорних збірок сумнівного походження (видання «Калевали» Е. Ленрота 1830—40-х рр., що тривалий час вважалася джерелом давнього карело-фінського фольклору), а з другого боку, — фальшувань і тлумачень так званого рунічного письма давніх слов'ян («знахідки» Я. Коллара в м. Бамберг (Баварія) 1835 або відчитання А. Кухарським рунічних написів, знайдених у Штирії в 1820-х рр., як слов'янських тощо).

## Фальсифікати з української історії
З історією України теж пов'язано чимало фальсифікатів, які вперше почали з'являтися протягом 15—16 ст.; ними були підробки документів давньоруських князів Данила Галицького і Льва Даниловича, створені, щоб обґрунтувати земельні володіння галицької шляхти, в окремих випадках — церковних інституцій (зокрема грамота князя Льва собору в Крилосі з датою 1292). Окремо варто згадати підроблені в Києво-Печерській лаврі наприкінці XVI — на поч. XVII ст. грамоти князів Романа Мстиславича і Андрія Боголюбського. Останню можна вважати аналогом «Костянтинового дару»: протягом 17—18 ст. текст грамоти, що, між тим, за час побутування двічі змінювався, засвідчував ставропігійний статус лаври, а пізніше — її земельні володіння. Упродовж 19 ст. у зв'язку з доведенням прав на дворянство представників дрібної шляхти Правобережної України набули поширення практики фальшування записів у актових книгах 16—18 ст. Фальсифікацією рукописів та епіграфічних пам'яток відзначився А.Фіркович, який намагався задавнити історію кримських караїмів.
Серед містифікацій українського походження варто згадати імітації універсалів Б.Хмельницького в літописі С.Величка; також текст «Історії Русів», що постав у перші десятиліття 19 ст. та видавався за «правдивий» козацький літопис 18 ст.; та, безперечно, видання «Запорожской старины» І. Срезневського (1833—38 рр.), де підробні матеріали перемішано з автентичними. Подекуди як джерело з історії давньої української літератури й досі розглядають так звану Велесову книгу. Містифікації виникають і в середовищі професійних науковців, характерним прикладом чого є реконструйований М.Брайчевським з пізніших літописних джерел текст так званого літопису Аскольда, в існування якого, попри відсутність будь-якої інформації про це в давньоруських джерелах, учений щиро вірив. На сьогодні Ф. визнано за історичне джерело, яке відображає рівень історичних знань свого творця про епоху, документ чи текст якої він імітує. Водночас аналіз обставин побутування фальсифікатів у тому чи іншому суспільстві важливий для розуміння уявлень, настроїв і ментальності його представників тощо.